# سیارک ۳۱۰۸۶
سیارک ۳۱۰۸۶ (به انگلیسی: 31086 Gehringer، نامگذاری:1997AT17) سی و یک هزار و هشتاد و ششمین سیارک کشف شده‌است که در ۱۲ ژانویه ۱۹۹۷ کشف شد.